# Cal·lístrat (jurista)
Cal·lístrat (en llatí Callistratus, en grec Καλλίστρατος) va ser un jurista romà de finals del segle ii i del segle iii, com es desprèn dels passatges del Digest que el citen.
Eli Lampridi diu, en un text confós, que va ser deixeble de Papinià i conseller de l'emperador Alexandre Sever. Aquesta afirmació segurament és correcta, tot i les imprecisions de Lampridi. Es conserven nombrosos extractes de la seva obra, encara que Cal·lístrat no és citat per cap jurista posterior. Els extractes procedeixen de:
- Libri VI de Cognitionibus, que es refereix a les causes que van ser oïdes i decidides per l'emperador, el governador d'una província o un altre magistrat sense que hi hagués cap judici, cosa que es practicava a partir de Dioclecià per resoldre temes que no tractava el dret civil.
- Libri VI Edicti Monitorii. No és clar el qu s'entenia per edictum monitorum. Sembla que són clàusules relacionades amb el procediment d'aplicació de les lleis, i que contenen advertències sobre l'incompliment o d'irregularitat en la pràctica jurídica.
- Libri IV de Jure Fisci" o de Jure Fisci et Populi, que se suposa que es refereix a temes relacionats amb la potestat sobre l'erari. Una part de la gestió corresponia a l'emperador, i una altra al senat, en ús del jus populi.
- Libri III Institutionum.
- Libri II Quaestionum.[1]